# Козлов, Пётр Кузьмич
Пётр Кузьми́ч Козло́в (3 [15] октября 1863, уездный городок Духовщина, Смоленская губерния — 26 сентября 1935, Петергоф) — русский путешественник, военный географ, этнограф, археолог, исследователь Монголии, Тибета и Синьцзяна. Предпринял шесть длительных экспедиций в Нань-Шань, Сычуань, Восточный Туркестан, Монголию и Тибет. Автор около 70 научных работ. Первооткрыватель мёртвого тангутского города Хара-Хото.
Видный участник Большой игры.
Ученик, последователь и один из первых биографов Н. М. Пржевальского. 
Действительный член АН УССР (1928), почётный член Русского географического общества.

## Биография
Пётр Козлов родился в Смоленской губернии, в семье прасола — торговца скотом. В детстве часто сопровождал отца в его поездках по южным губерниям России: тогда, вероятно, в нём и зародилась страсть к путешествиям. В 1875 году в Духовщине открылось единственное мужское учебное заведение — городское училище, куда родители определили Петра Козлова.

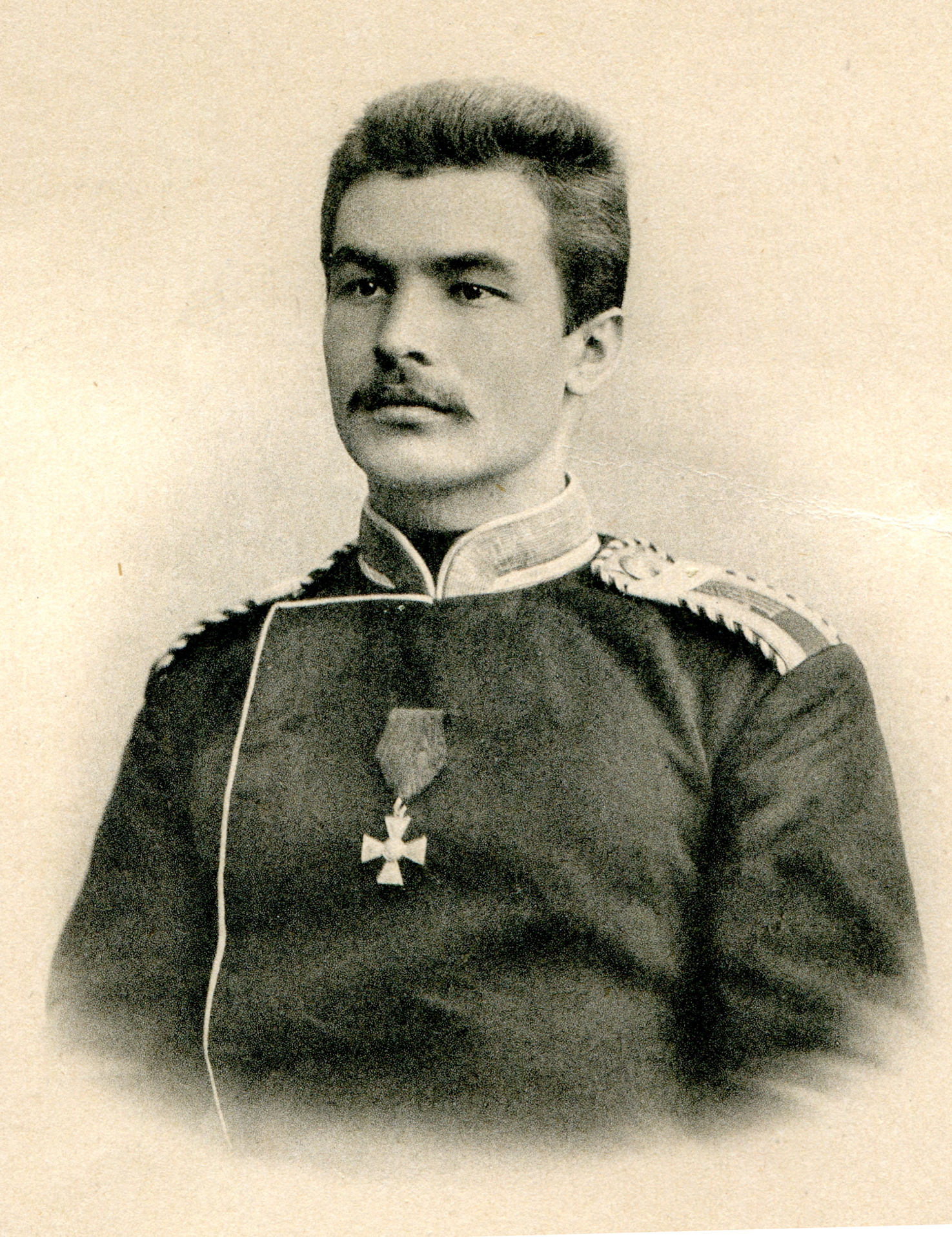
П. К. Козлов после возвращения из первой экспедиции с Н. М. Пржевальским, 1883—1885.

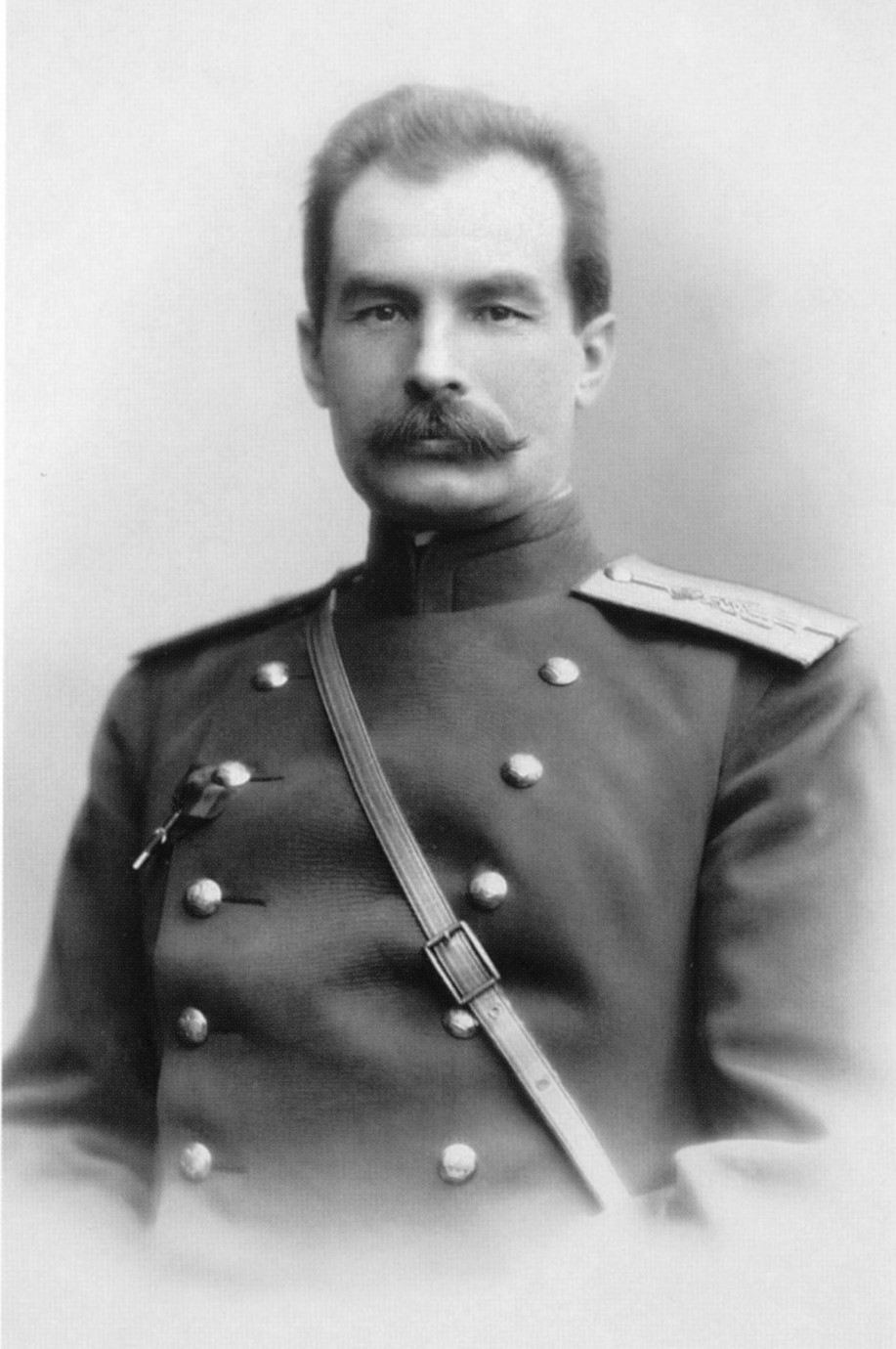
Капитан П. К. Козлов, 1901

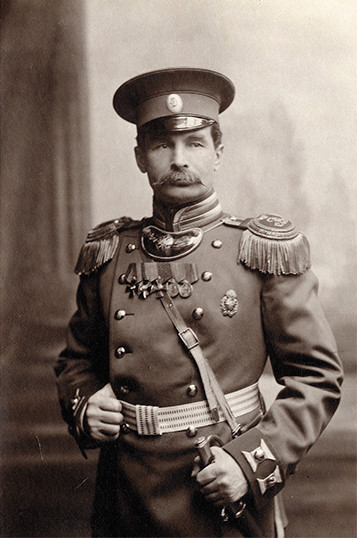
Полковник Козлов П. К., 1912

Весной 1881 года Н. М. Пржевальский заехал в свое имение Слобода. Здесь и произошла первая встреча Петра Кузьмича со знаменитым путешественником. После беседы с Николаем Михайловичем, Козлов получил предложение участвовать в 4-й Центральноазиатской экспедиции. В январе 1883 года Козлов экстерном успешно сдал экзамен за полный курс в Александровском реальном училище, в Смоленске и поступил вольноопределяющимся во второй Софийский пехотный полк, так как в экспедиции брали только военных. С 1883 по 1926 годы Козлов совершил шесть больших экспедиций в Монголию, Западный и Северный Китай, и Восточный Тибет, три из которых возглавлял лично.

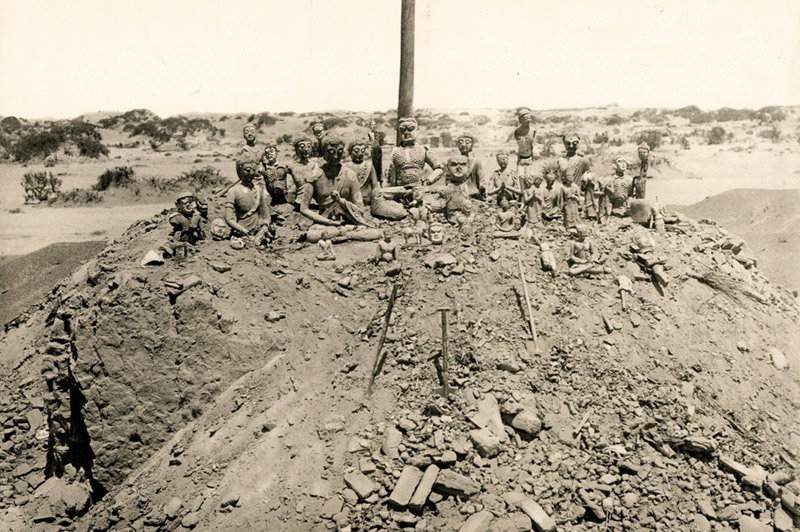
Внутренняя Монголия. Хара-Хото. «Знаменитый» субурган, раскопанные экспедицией статуи. 1909 год

В 1886 году «на Козлова вышел» основатель частного заповедника Аскания-Нова Ф. Э. Фальц-Фейн. Он обратился с просьбой помочь с поимкой в монгольских степях и доставкой в его зоопарк лошадей Пржевальского. 
Живой, энергичный, любящий и понимающий природу, Фальц-Фейн произвёл на меня чудесное впечатление — и я охотно пошёл ему навстречу.
 — вспоминал Козлов. При содействии знакомого купца Ассанова, после ряда неудачных попыток, Козлову удалось выловить несколько диких жеребцов и кобыл, и невредимыми доставить их в Асканию. И именно в этом заповеднике впервые в мире лошади Пржевальского дали приплод в неволе.

Зимой 1899—1900 годов Козлов возглавлял экспедицию из 3 офицеров и 14 казаков по маршруту от российско-монгольской границы до «Страны снегов», с целью достичь столицы Тибета. Британская разведка в Индии, внимательно наблюдавшая за русскими экспедициями в Центральной и Восточной Азии, рапортовала своему руководству: 
Не удовлетворившись планами захвата порта в Персидском заливе, Россия намерена опередить нас в Тибете. Цель поручика Козлова — Лхаса.
В те годы земли Центральной Азии стали ареной т. н. Большой игры.
Несмотря на то, что добраться до Лхасы Козлову в этот раз не удалось из-за отказа тибетских властей пропустить экспедицию далее Чамдо (в 480 км северо-восточнее Лхасы), он собрал немало сведений о политической ситуации, географических особенностях и этно-конфессиональных противоречиях в этой части Тибета, населённой тангутами. Собранные произведённым в следующий чин по возвращении в Россию Козловым данные составили основу ряда аналитических записок офицеров Генерального штаба, которые в 1901—1903 годах выступали в защиту планов оказания тайной военной помощи Тибету для отделения его от империи Цин и преобразования в российский протекторат.
После конфликта вокруг Пенде (1885) и, в особенности, инцидента у Доггер-Банки (октябрь 1904), приведшего отношения между Россией и Великобританией к самой низкой точке со времён русско-турецкой войны 1877—1878 годов, и резко возросшей в этой связи вероятности открытия боевых действий между двумя державами, Российское правительство направило П. К. Козлова, во главе ещё одной секретной миссии, на этот раз в Ургу, чтобы прозондировать планы укрывавшегося там после английской оккупации Лхасы Далай-ламы XIII относительно возвращения в Тибет. Военным министром А. Н. Куропаткиным Козлову было поручено сопровождать Далай-ламу и фиксировать в беседах с ним сведения, которые могут быть полезны для России, наряду со сбором информации об общем положении дел в Монголии и Западном Китае.
В апреле 1905 года Козлов прибыл в Ургу и после встречи с Далай-ламой XIII сообщил в Главный штаб об ожидании тибетским лидером признания независимости Тибета странами Европы при посредничестве России. Результатом миссии Козлова в Ургу стала организация тайного отъезда Далай-ламы из Урги в декабре 1906 года сначала в монастырь Кумбум, а затем в Лхасу. План царских стратегов оказался выполненным лишь наполовину, из-за решения нового министра иностранных дел А. П. Извольского отказаться от аккредитации российского политического представителя в Лхасе.
Во время Монголо-Сычуаньской экспедиции (1907—1909) Козлов открыл в пустыне Гоби руины мёртвого тангутского города Хара-Хото. В ходе раскопок, проведённых в Хара-Хото в 1908—1909 годах, была обнаружена библиотека, состоявшая из самого крупного свода текстов на тангутском, китайском и др. языках (число около 6000 свитков). Среди них — уникальные произведения буддийской литературы, неизвестные ранее и не имеющие параллелей на других языках. Экспедицией были собраны важные этнографические материалы о народах Монголии и Тибета. Результаты были изложены Козловым в книге «Монголия и Амдо и мёртвый город Хара-Хото» (1923).
В 1910 году в Лондоне состоялось знакомство Козлова с П. А. Кропоткиным. Между двумя маститыми географами завязалась переписка. В 1911 году Козлов был избран почётным членом одновременно Императорского русского географического общества (ИРГО) и Венгерского географического общества.
В 1913 году Козлов впервые лично посетил Аскания-Нову. Увиденное превзошло все его ожидания, после чего Козлов написал несколько научных и научно-популярных книг про Аскания-Нову и помог Фальц-Фейну пополнить заповедник экзотическими животными и растениями.
28 февраля 1913 года Козлов был избран в члены Постоянной природоохранной комиссии ИРГО.
Во время Первой мировой войны был комендантом городов Тарнов и Яссы, затем его командировали в Монголию во главе особой правительственной экспедиции, занимавшейся закупками скота для нужд действующей армии.
Когда весной 1917 года начались революционные беспорядки, Ф. Э. Фальц-Фейн покинул Аскания-Нову. Возникла реальная угроза разграбления уникального заповедника. Тогда, по инициативе ИРГО и Академии Наук, Временное правительство назначило Козлова комиссаром для охраны заповедника Аскания-Нова. Впрочем, прибыл Козлов (вместе с женой) в заповедник уже после Октябрьской революции, в декабре 1917 года.
8 декабря 1917 Таврический губернский комиссариат № 11539

УДОСТОВЕРЕНИЕ

Дано сие почётному члену Российской Академии наук, Географического общества и Природоохранной комиссии, учёному-путешественнику по Азии генерал-майору Петру Кузьмичу Козлову в том, что он командируется в имения Фальц-Фейнов — Асканию-Нова, Доренбург и Преображенку, Днепровского уезда в целях принятия мер к охране зоопарка и заповедного участка степи. Считая чрезвычайно важным сохранение таких ценных памятников природы в интересах Российского государства, прошу все учреждения и лица оказывать генерал-майору Козлову полное содействие в исполнении возложенных на него задач. 

Губернский комиссар Богданов"
.
Весной 1923 года во время подготовительных работ к экспедиции в Москве состоялось знакомство Козлова с немецким географом Вильгельмом Фильхнером, который также хлопотал по поводу собственной центральноазиатской экспедиции. Козлов подарил Фильхнеру две своих книги: «Монголия и Амдо и мёртвый город Хара-Хото» и «Тибет и Далай-лама» (1920). Фильхнер выразил восхищение итогами Монголо-Сычуаньской экспедиции. Козлов высказал пожелание увидеть издание книги на немецком языке.
В свою последнюю экспедицию (Монголо-Тибетская, 1923—1926 годов) Козлов планировал попасть в Лхасу, столицу Тибета. Но из-за политических интриг НКИД и ОГПУ ему пришлось изменить свои планы и начать маршрут с Урги. Вынужденный, в конечном итоге, сосредоточиться на изучении Монголии (без Тибета), Пётр Козлов принимает решение произвести раскопки курганов хуннской (гуннской) аристократии (конец I в. до н. э. — начало I в. н. э.) в горах Ноин-Ула (Ноин-Улинские курганы). Вскрытие могильников увенчалось новыми научными открытиями мирового значения — изделия из бронзы, шелковые ткани, керамика, ковры, найдены гробницы потомков Чингизхана. В ноябре 1923 года в Урге состоялась последняя встреча Козлова со шведским путешественником Свеном Гедином.
Отойдя от научной работы, Козлов жил попеременно в деревне под Новгородом и в своей квартире в Ленинграде.
Умер Пётр Кузьмич Козлов от склероза сердца в санатории в Петергофе. Похоронен в Ленинграде на Смоленском лютеранском кладбище. Его вдова Елизавета Владимировна, пережившая мужа на 40 лет, получила международное признание в качестве орнитолога.

### Семья
- Первая жена (с 1891) — Надежда Степановна, урождённая Камынина (1870—1942[14])[15][16]
  - Сын — Владимир Петрович (1897—1971), ученый-почвовед[15], у него дочь Ольга Владимировна Козлова[17]
  - Дочь — Ольга Петровна (1903—1982), художник[15], у неё дочь Ольга Николаевна Обольсина, советский искусствовед, историк искусства[17].
- Вторая жена (с 1912[16]) — Елизавета Владимировна Козлова (урождённая Пушкарёва, 1892—1975), советский орнитолог. Похоронена на Большеохтинском кладбище Санкт-Петербурга (где и её мать)[18].

## Адреса в Санкт-Петербурге — Петрограде — Ленинграде
- 1912—1935 — Смольный проспект, 6[19].

## Память
- В 1951 году в честь Козлова выпустили почтовую марку СССР.
- На доме по адресу Смольный просп., 6 в 1960 году открыли мемориальную доску (архитектор М. Ф. Егоров)[20].
- Именем Петра Кузьмича Козлова названы:
  - ледник в хребте Табын-Богдо-Ола[21].
  - мыс на острове Итуруп (мыс Козлова)[22];
  - виды чешуекрылых насекомых (бабочек), впервые собранные им в Китае: Lithosarctia kozlovi Dubatolov, 2002 и Palerontobia kozlovi Dubatolov, 2008
  - виды птиц отряда воробьинообразных, открытых экспедицией Козлова: Завирушка Козлова, Овсянка Козлова, Бабакс Козлова
- Мемориальный музей-квартира П. К. Козлова в Санкт-Петербурге: Смольный просп., д. 6, кв.32[18].
- В честь Козлова названы улицы в Петергофе (Улица Путешественника Козлова) и Смоленске.

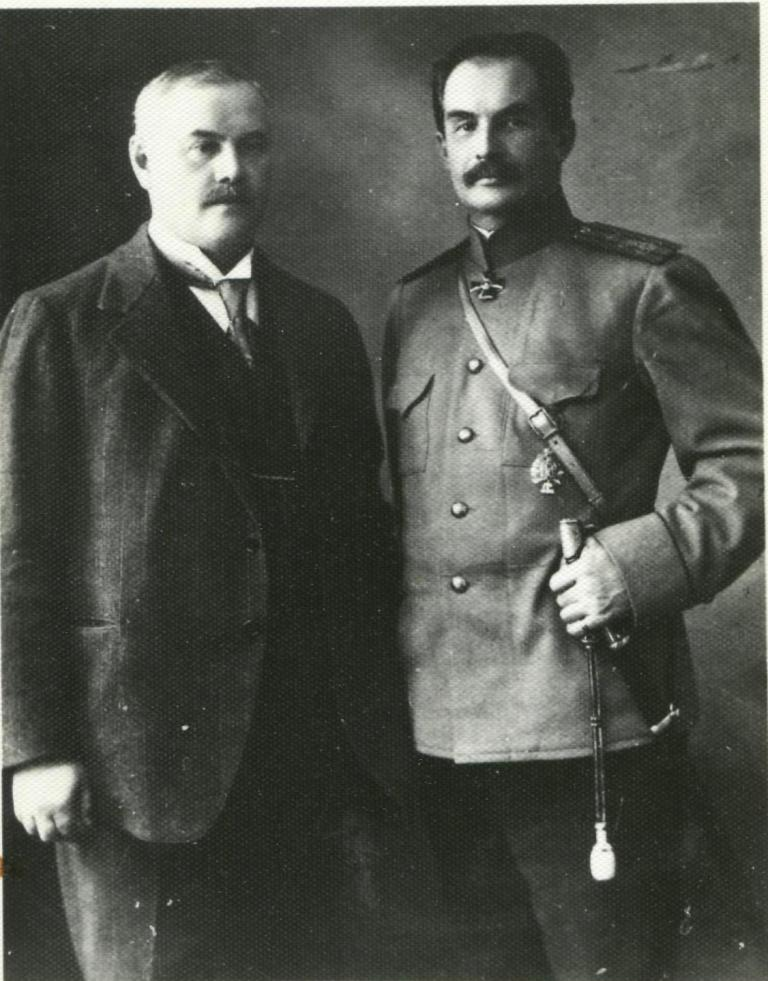
Ф. Э. Фальц-Фейн и П. К. Козлов
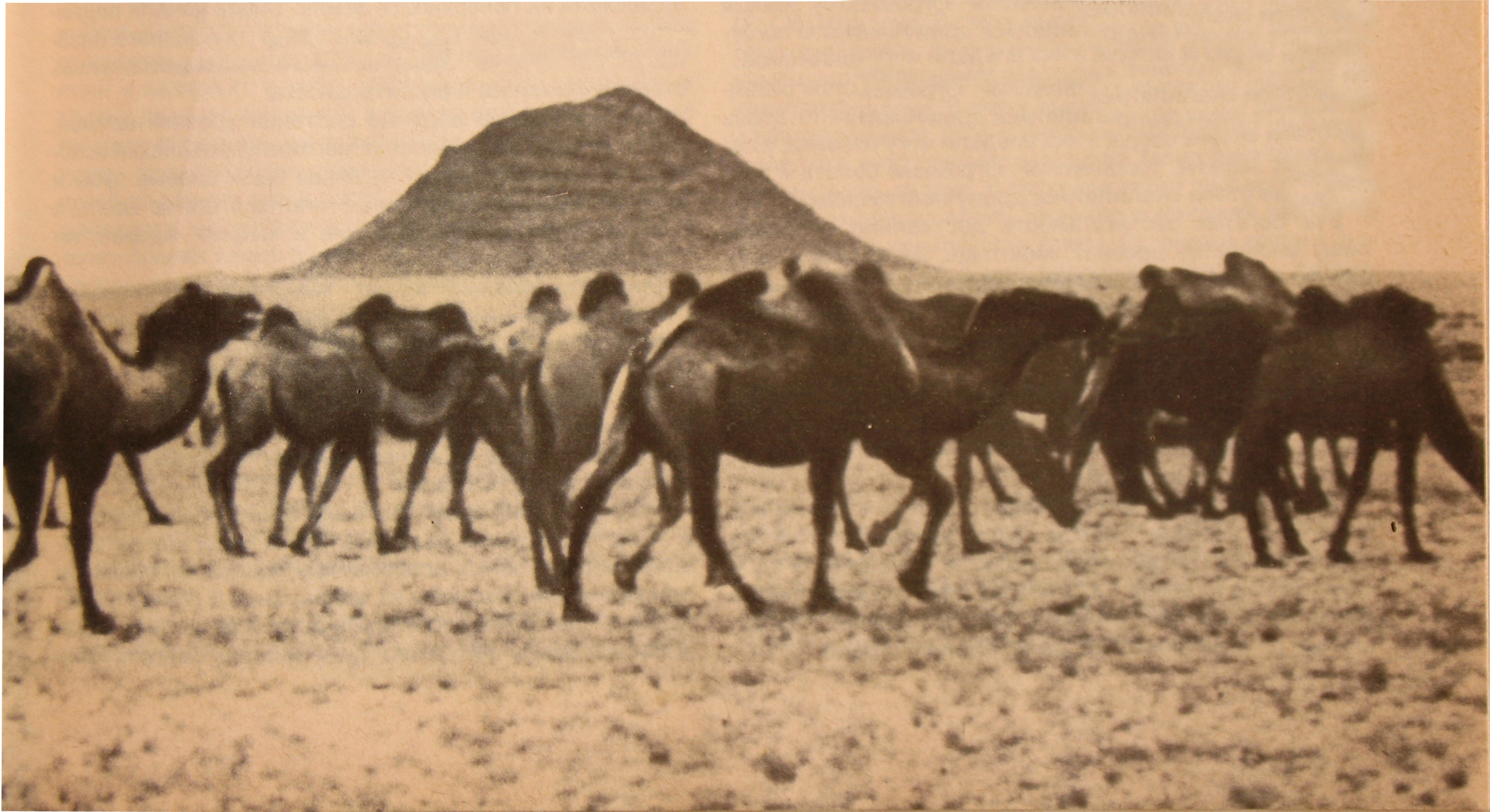
Гуннский курган в Монголии, раскопанный Козловым в 1924 г.
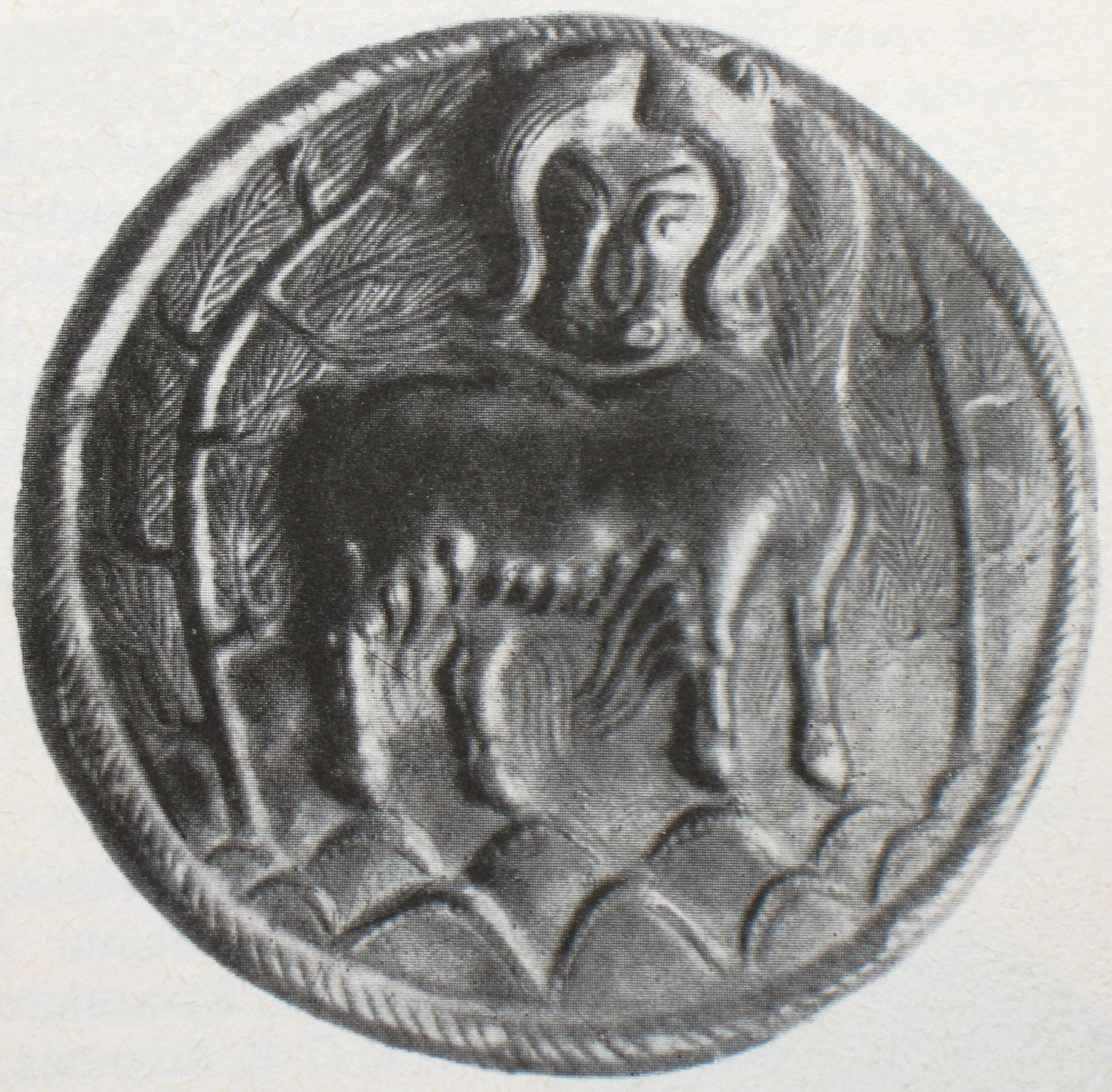
Находка при раскопках Козловым Ноин-Ула, 1924
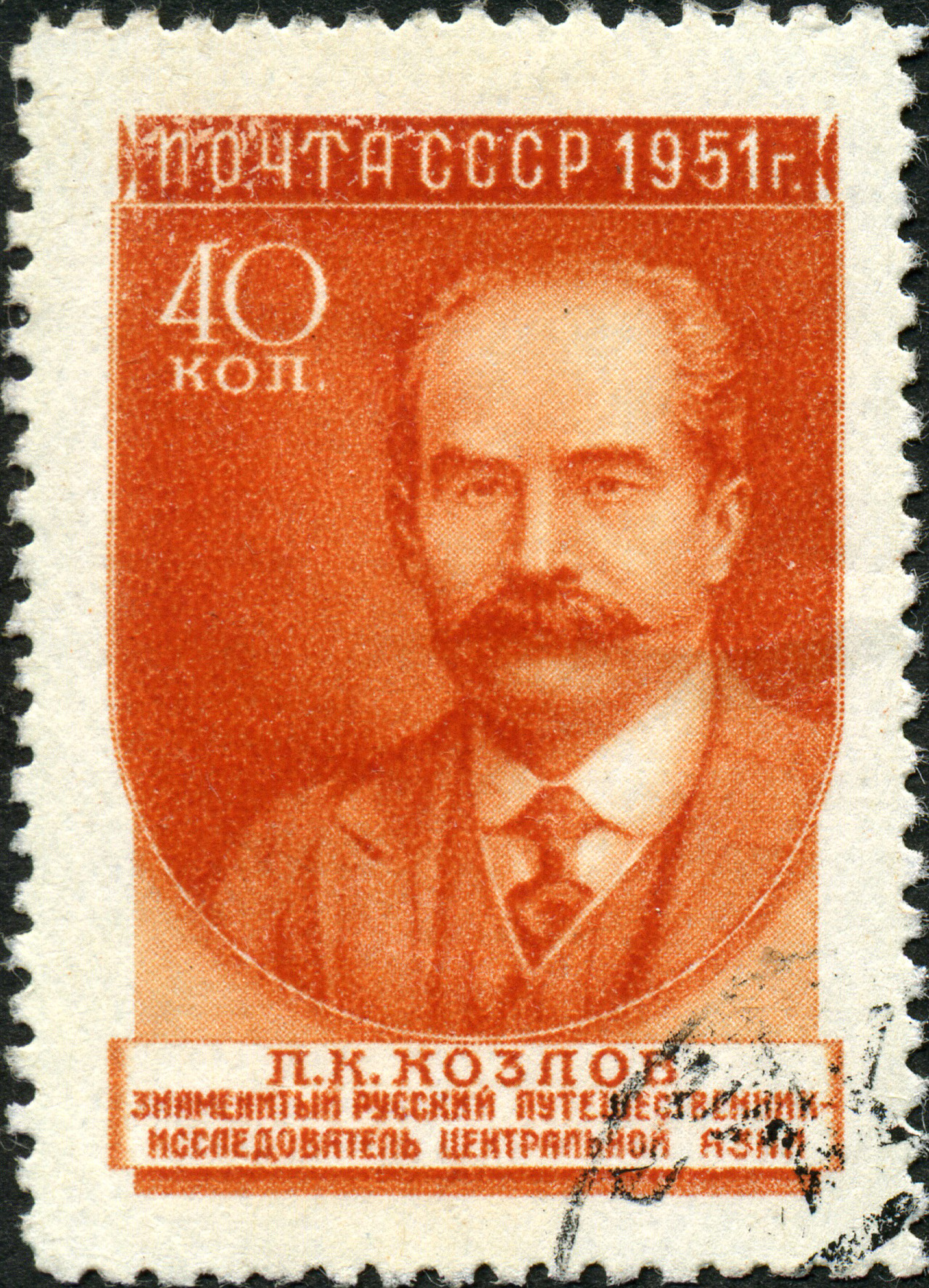
Советская почтовая марка, 1951 г.

## Награды
- Орден Святого Владимира 4 степени
- Орден Святой Анны 3 степени
- Георгиевский крест 4 степени
- Золотая Константиновская медаль - 1902
- Русское географическое общество наградило П. К. Козлова Серебряной медалью имени Н. М. Пржевальского - 1891.